# Veleslav Wahl
Veleslav Wahl (15. května 1922 Praha – 16. června 1950 Praha) byl český ornitolog a účastník odboje proti nacismu a proti komunismu. Byl popraven komunistickou justicí.

## Život

### Rodina, studia, zájmy
Narodil se 15. května 1922 v Praze do finančně dobře situované rodiny předního pražského právníka JUDr. Veleslava Wahla (9. dubna 1891 – 7. července 1942). Od mládí projevoval zájem o přírodu. Některá jeho ornitologická pozorování mu byla zveřejněna (coby odborné články) v časopise „Československý ornitholog“ již v době, kdy mu bylo teprve 15 let. Pozorování prováděl v nejbližším okolí Bělé pod Bezdězem, kde měla rodina Wahlových v polesí „Pankrác“ větší hájovnu. Tento objekt zakoupil jeho otec již v době první Československé republiky a v průběhu let se sem sjížděli i významní činitelé pražského společenského a kulturního života, vedly se zde i politické diskuse, do nichž byl postupně vtahován i mladý Veleslav. Ostatně přírodovědě, zvláště pak ornitologii se věnoval také během svých středoškolských studií (absolvoval Státní reálné gymnázium v Praze XII, maturoval v roce 1940 a po maturitě absolvoval ještě abiturientský kurz).

### Protektorát
Během druhé heydrichiády (v roce 1942) byl Němci popraven (za účast v protiněmeckém odboji) jeho strýc Karel Wahl. V témže roce (1942) byl popraven nacisty i jeho otec, a to rovněž za účast v protinacistickém odboji (byl činný v odbojové skupině JUDr. Přemysla Šámala).   Veleslava ukryl před nacisty Dr. Julius Komárek v pražské zoologické zahradě jako vědeckého asistenta ředitele zahrady. V té době byl Veleslav v kontaktu s většinou českých ornitologů, především pak se zoologem a ornitologem doc. RNDr. Waltrem Černým, jemuž dodával svá ornitologická pozorování. Společně s ním též publikoval některá svá pozorování v časopise Sylvia. Kromě toho udržoval Veleslav i písemný styk s řadou zahraničních ornitologů. Řada článků otištěných v odborném tisku během druhé světové války byla završena v roce 1944, kdy Veleslavu Wahlovi vyšla 270stránková publikace Pražské ptactvo. Ptáci velkoměsta a jeho okolí. V první části se zabývala jednotlivými pražskými biotopy, vztahem ptáků k člověku a k prostředí velkoměsta, všímala si problematiky ptačího zpěvu a věnovala se i průtahu ptáků Prahou. Druhá část byla rozsáhlejší a popisovala jednotlivé ptačí obyvatele Prahy. Každý ptačí druh byl stručně popsán, v jakém žije prostředí, kde se vyskytuje v Čechách a kde žije v Praze a okolí. Kniha byla podruhé vydána v roce 1945 po skončení druhé světové války. 
Sám Veleslav Wahl během druhé světové války působil v domácím protinacistickém odboji; spolupracoval se skupinou revolučního odborového hnutí (Erban, Cipro). Založil mládežnickou zpravodajskou skupinu, která se v roce 1943 spojila se skautskou odbojovou skupinou Zbojník (zkratka ZB připomínala nadále původní název a zároveň odpovídala novému názvu Zpravodajská Brigáda). V květnu 1945 již Veleslav Wahl velel celé Zpravodajské brigádě v síle tří praporů, tzn. velel skupině čítající asi 2000 odbojářů. (Zpravodajská brigáda od léta roku 1944 spolupracovala s demokratickou nekomunistickou odbojovou organizací Radou tří - R3.)
Ke konci druhé světové války se Veleslav Wahl podílel na přípravách pražského povstání. Seznámil se s československým vojákem, příslušníkem britského paravýsadku Platinum-Pewter, kapitánem Jaromírem Nechanským, který byl v pražském květnovém povstání 1945 vojenským pověřencem České národní rady. V době květnového povstání 1945 a bezprostředně po skončení druhé světové války byl Veleslav Wahl nejmladším aktivním členem České národní rady (zastupoval zde mládež).

### Po druhé světové válce
Za svoji protiněmeckou odbojovou činnost dostal po skončení druhé světové války Československý válečný kříž 1939 a další dvě vyznamenání. (jedním z nich byla Československá medaile za zásluhy I. stupně.) Po druhé světové válce (po otevření českých vysokých škol v roce 1945) začal studovat na Právnické fakultě Univerzity Karlovy (I. státní zkoušku a I. rigorózní zkoušku složil na poprvé po třetím semestru), přičemž současně studoval na Přírodovědecké fakultě Univerzity Karlovy (obory zoologie a botanika). Pokračoval ve své politické i ornitologické práci. Často zajížděl na rodinnou hájenku „Pankrác“; v okolí Bělé pod Bezdězem se nadále věnoval ornitologickým pozorováním a také myslivosti. V roce 1945 se stal členem Československé sociální demokracie a byl aktivistou jejího studentského hnutí. V roce 1946 se oženil s Taťánou Růžičkovou (viz níže). Již v roce 1947 se Wahl seznámil s americkým diplomatem Walterem Birgem. V březnu 1949 Walter Birgh oslovil Wahla a nabídl mu možnost spolupráce se Spojenými státy. Veleslav Wahl jej pak propojil se svým přítelem z odboje Jaromírem Nechanským.

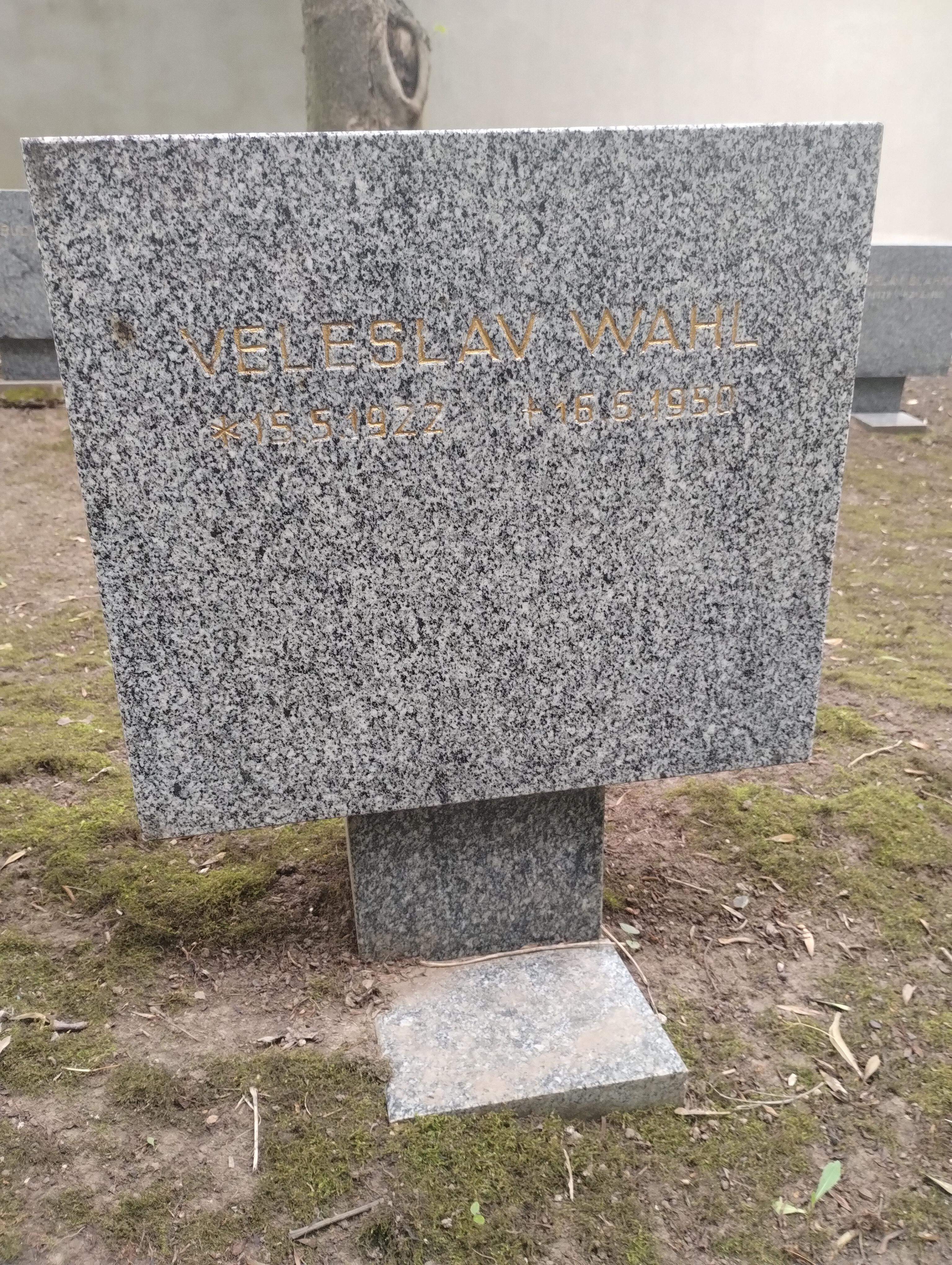
Symbolický náhrobek Veleslava Wahla na Čestném pohřebišti v Ďáblicích

Po komunistickém převratu v únoru 1948 se ještě v roce 1948 Veleslav Wahl zapojil do činnosti odbojové skupiny majora Jaromíra Nechanského a pomáhal organizovat domácí 3. odboj. Spolu s Nechanským začali budovat ilegální síť působící ve prospěch amerických zpravodajských služeb. Síť se během let 1948 a 1949 rozrostla do rozsáhlé organizace, která byla rozdělena do několika podřízených částí. Sekce, která přímo podléhala Wahlovi, se nazývala Jih a působila především na Písecku. Nechanský se pokusil vytvořit zpravodajskou skupinu Holub–Slavík (H–S). Jak Nechanský tak Wahl se však stali oběťmi provokace náčelníka kontrarozvědky.  V srpnu 1949 StB zatkla jednoho z příslušníků skupiny H–S. Dne 30. srpna 1949 byl Jaromír Nechanský odeslán na dovolenou a 4. září 1949 byl zatčen a obviněn z velezrady, vyzvědačství a spolčení proti republice, za což byl dne 14. června 1950 odsouzen k trestu smrti, ztrátě hodnosti a vyznamenání. Veleslav Wahl byl zatčen 12. září 1949  v rámci akce „Hansa“. Na konci soudního přelíčení, které se konalo od 19. do 22. dubna 1950, byl Státním soudem v Praze odsouzen (dne 22. dubna 1950) k trestu smrti.  Odvolání ani žádost o milost adresovaná tehdejšímu prezidentovi Klementu Gottwaldovi rozsudek neovlivnily. Nechanský i Wahl byli popraveni v pankrácké věznici dne 16. června 1950 v ranních hodinách. V hodinu popravy Veleslava Wahla udeřil blesk do starobylé lípy rostoucí u hájenky „Pankrác“ a tímto zásahem byl strom zničen. Údajně se tak naplnila věštba, která prý rodinu Wahlových provázela, a sice, že „mečem vymře rod po meči“. Bezmála po pěti měsících od popravy podala (dne 3. listopadu 1950) matka Veleslava Wahla stížnost na nevydání synových osobních věcí včetně dopisu na rozloučenou. Státní prokurátor navrhl, aby stížnost zůstala bez odpovědi.
Tělo Veleslava Wahla bylo zpopelněno ve Strašnickém krematoriu, kde také zůstala uskladněna urna s jeho popelem. Dne 6. října 1953 byla urna přesunuta z krematoria do skladu v pankrácké věznici, kde její stopa mizí. Na Čestném pohřebišti v Ďáblickém hřbitově se nachází symbolický Wahlův hrob. Tamní symbolické náhrobky odkazují na zemřelé politické vězně bez ohledu na jejich skutečné místo pohřbení.

## Dovětek
Student, spisovatel a ornitolog Veleslav Wahl byl zetěm českého právníka a diplomata JUDr. Josefa Růžičky (13. července 1889 – 23. května 1942), neboť po skončení druhé světové války pojal za manželku jeho dceru Taťánu Růžičkovou. Manželka Veleslava Wahla Taťána Wahlová–Růžičková byla za aktivní pomoc v manželově činnosti odsouzena v samostatném procesu k 11 letům odnětí svobody a tento trest si odpykávala v komunistických věznicích. Veleslav Wahl byl po roce 1989 rehabilitován na základě zákona č. 119/90 Sb., o soudní rehabilitaci.

## Spisy
- WAHL, Veleslav. Pražské ptactvo: ptáci velkoměsta a jeho okolí. 1. vyd. Kresby Jana Kropáčková, fotografie Jan Václav Staněk. Praha: Česká grafická unie, 1944. 269 s., 16 stran obrazových příloh.
- WAHL, Veleslav. Pražské ptactvo: ptáci velkoměsta a jeho okolí. 2. vyd. Praha: Česká grafická Unie, 1945. 269 s., [16 stran obrazových příloh].
- WAHL, Veleslav; VOŘÍŠEK, Petr a kol. Pražské ptactvo 1800–2020. 1. vyd. Praha: Revolver Revue, 2023. 541 s. Revolver Revue, sv. 145. ISBN 978-80-7622-028-7. [Další autoři: Jaroslav CEPÁK, Kateřina EBELOVÁ, Jan HORA, Jakub HOŠEK, Jan HOŠEK, Ondřej SEDLÁČEK, Jaroslav ŠKOPEK.] Texty o ptactvu provázejí ilustrace Karla Svolinského, nové kresby Jana Hoška, výběr z obrázků V. Wahla, fotografie pražských lokalit od Karla Cudlína a řada archivních snímků, dokumentů a dalších pramenů. Kniha ve svém edičním záměru vychází z Wahlovy poslední vůle, kterou vlastnoručně sepsal den před popravou. Chce splatit dluh vůči jeho ornitologickému dílu i jeho občanské statečnosti a být zdrojem poučení, posily i radosti.

## Připomenutí a ocenění
- Dne 28. října 1995 mu byl prezidentem Václavem Havlem udělen Řád Bílého lva in memoriam.[14]
- V roce 2000 udělilo Masarykovo demokratické hnutí Veleslavu Wahlovi (in memoriam) Čestnou medaili T. G. Masaryka.[6]
- Dne 7. dubna 2009 byly uděleny zlaté pamětní medaile Univerzity Karlovy „za statečnost a věrnost spravedlnosti a demokracii“ (in memoriam) studentům Právnické fakulty Univerzity Karlovy v Praze, kteří byli aktivní za druhé světové války v protifašistickém odboji a v 50. letech dvacátého století byli odsouzeni k trestu smrti, čímž se stali první obětí komunistických monstrprocesů z řad studentů:[7]
  - Karel Bacílek, mladší (* 25. 3. 1920, Zdice u Berouna, popraven 24. 5. 1949 v 5,30 hod., Praha),[7]
  - Boris Kovaříček (* 25. 5. 1927, Praha, popraven 24. 5. 1949 v 5,00 hod., Praha),[7] a
  - Veleslav Wahl (* 15. 5. 1922, Praha, popraven 16. 6.1950, Praha).[7]
- Tyto tři studenty připomíná i pamětní deska na budově Právnické fakulty UK. V roce 2009 byla vnější fasádě v podloubí vlevo od vchodu do budovy Právnické fakulty UK v Praze (na adrese: náměstí Curieových 901/7, 110 00 Praha 1 – Staré Město; GPS souřadnice: 50°5'30.220"N, 14°25'3.570"E) slavnostně odhalena pamětní deska věnovaná trojici studentů, mezi nimiž je Veleslav Wahl.[15] Na desce je nápis:[15]

NA PAMĚŤ STUDENTŮ / PRÁVNICKÉ FAKULTY / UNIVERSITY KARLOVY / POPRAVENÝCH V LETECH / 1949–1950. / KAREL BACÍLEK / * 25. 3. 1920 † 24. 5. 1949 / BORIS KOVAŘÍČEK / * 25. 5. 1927 † 24. 5. 1949 / VELESLAV WAHL / * 15. 5. 1922 † 6. 6. 1950 //
Text na pamětní desce (na budově Právnické fakulty UK v Praze), 
- O jeho životě byl v České televizi v roce 2010 natočen (v rámci seriálu Neznámí hrdinové) dokumentární film Ptáky smrt neděsí.[16]
- Na domě čp. 156, Praha 1 – Hradčany, Úvoz 13[p 8] je umístěna pamětní deska (instalovaná v rámci projektu Poslední adresa), která připomíná pobyt Veleslava Wahla. (Text: Zde žil Veleslav Wahl student a ornitolog, narodil se 15. 5. 1922, zatčen 7. 9. 1949, popraven 16. 6. 1950)
- Veleslav Wahl má na hřbitově v Praze–Ďáblicích (spolu s dalšími popravenými a umučenými z 50. let 20. století) symbolický hrob.[6][17]
- V roce 2024 vyšla jeho nedokončená kniha Pražské ptactvo rozšířená o nové poznatky sahající do roku 2020.[18]

## Fotogalerie

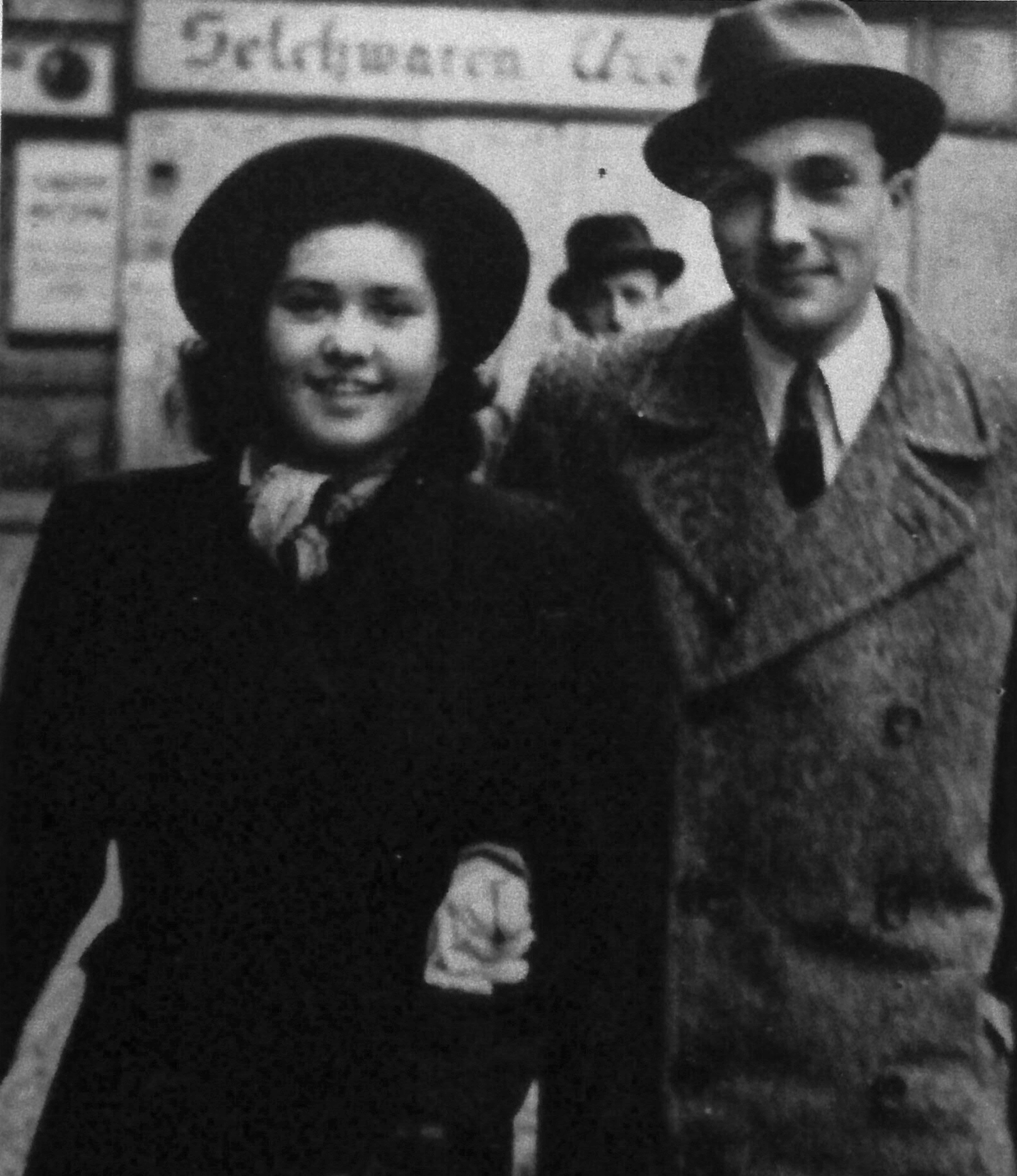
Veleslav Wahl s manželkou Taťánou Wahlovou–Růžičkovou (před rokem 1946)
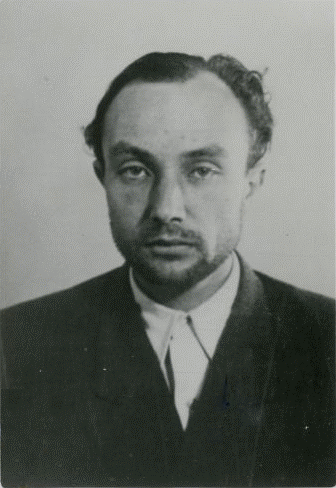
Veleslav Wahl (vazební fotografie 1949, 1950)
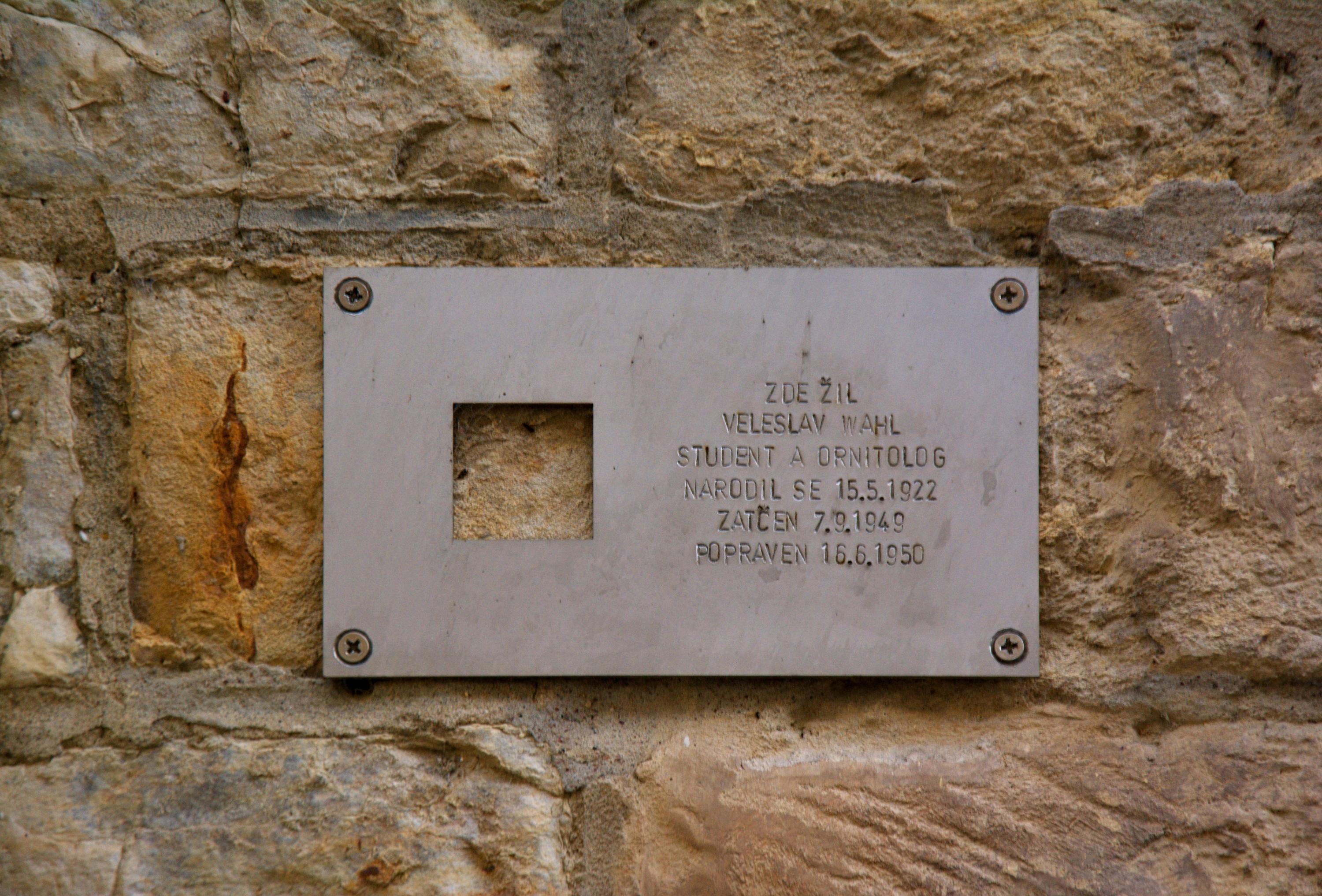
Pamětní deska Veleslava Wahla na domě čp. 156, Praha 1 – Hradčany, Úvoz 13
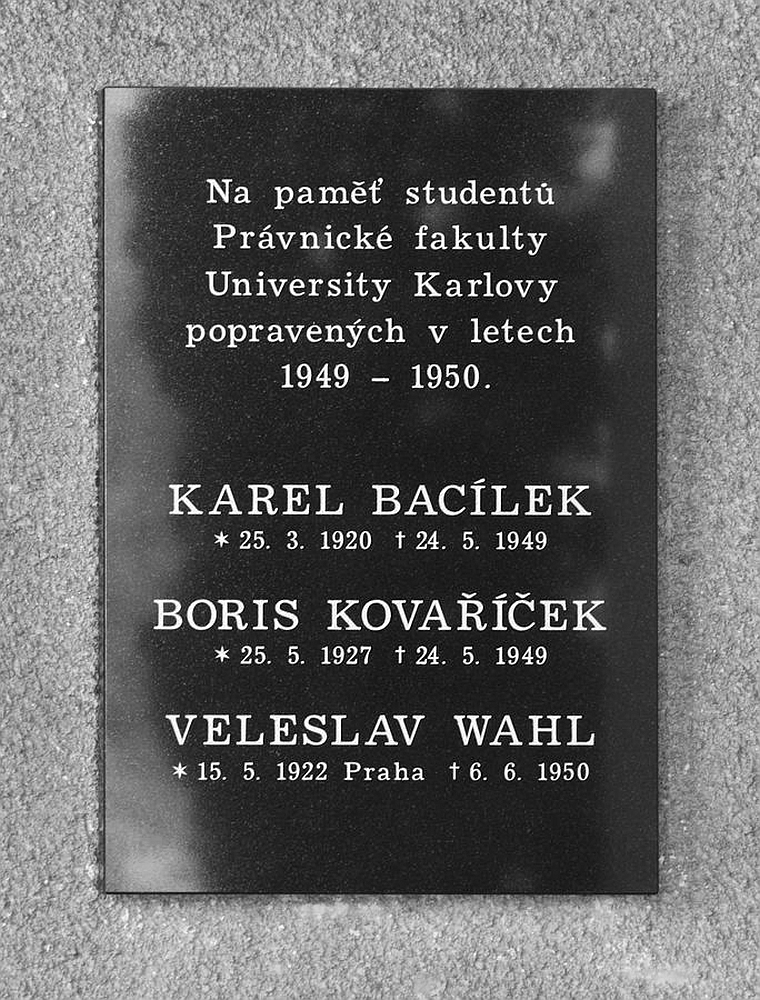
Pamětní deska na budově Právnické fakulty UK v Praze